# Казематный броненосец

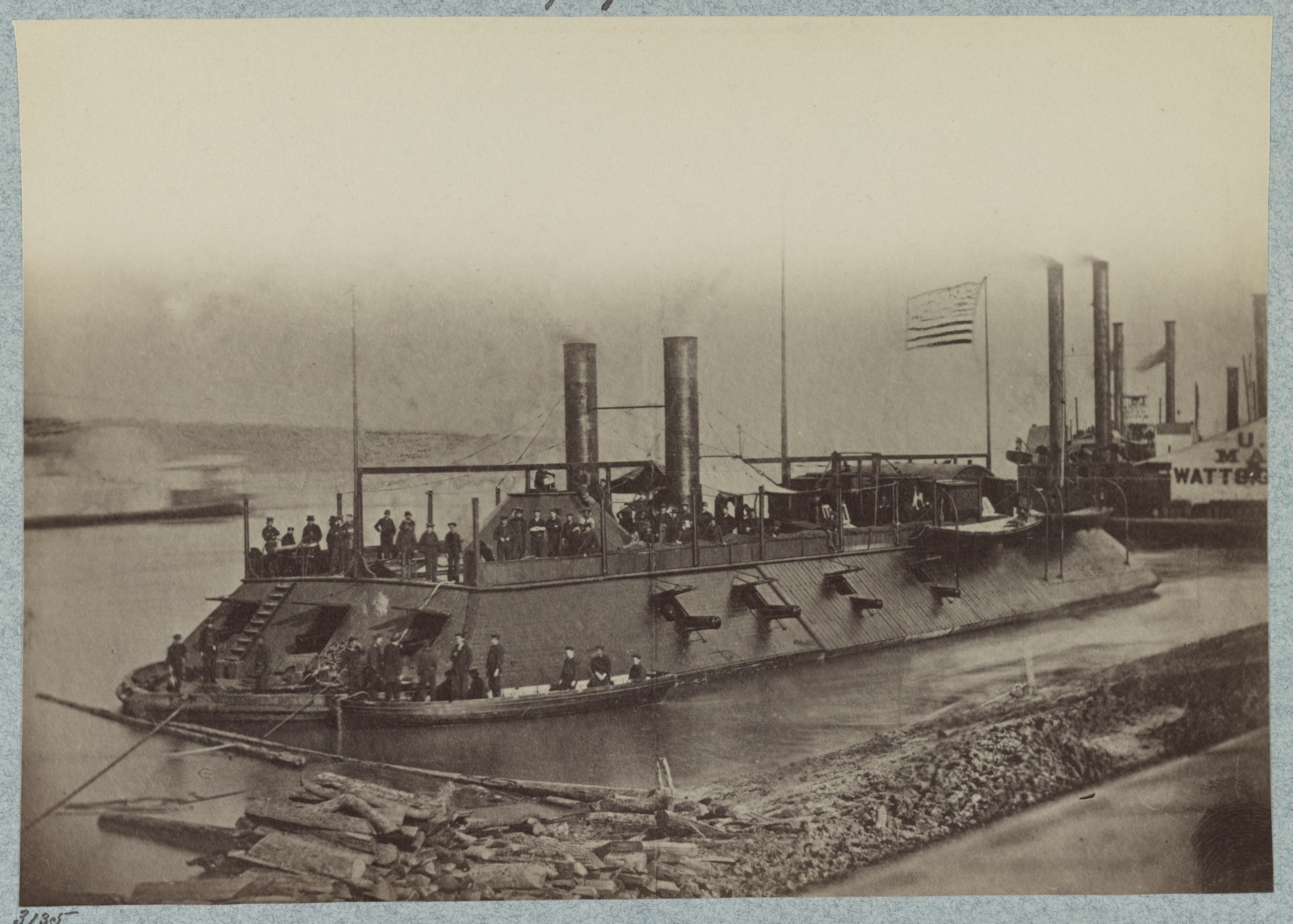
Казематный броненосец USS «Cairo» на реке Миссисипи.

Казематный броненосец представлял собой ранний тип броненосного корабля. Корабли такого типа впервые получили распространение во время Гражданской войны в США, в ходе которой использовались обеими сторонами. В отличие от броненосца мониторного типа, казематный броненосец времен Гражданской войны не имел орудийной башни. Вместо этого на его палубе располагался корабельный каземат,  в котором размещалась артиллерийская батарея. Хотя орудия на казематном броненосце размещались в верхней части корабля, огонь вёлся через артиллерийские порты, что сильно снижало возможности для наведения орудий. Характерным примером корабля такого типа являлся CSS Louisiana (ВМС КША).
Впоследствии в разных странах начали строить мореходные казематные броненосцы, имевшие в дополнение к паровой машине полноценное парусное вооружение. В отличие от броненосных фрегатов (батарейных броненосцев), у которых деревянные борта были обвешаны броневыми листами, у казематных броненосцев относительно небольшое число орудий размещалось в полностью защищенных броневыми листами казематах. Первым европейским броненосцем такого типа считается британский «Беллерофонт» (1866), последним — венгерский  «Тегетхоф» (1879).
Низкая эффективность таких кораблей по сравнению с броненосцами других типов предопределила их сравнительно быстрое исчезновение. 